# Г'юстоне, в нас проблеми!
«Г'юстоне, в нас проблеми!» (словен. Houston, imamo problem!) — міжнародно-спродюсований фільм-мок'юментарі, знятий Жигою Вірчем. Світова прем'єра стрічки відбулась 16 квітня 2016 року на Трайбекському міжнародному кінофестивалі. Фільм розповідає про комуністичного югославського лідера Тіто, який розробив таємну космічну програму, щоб продати її США в обмін на 3 мільярди «фінансової допомоги». Але обміну не судилося відбутися, тому ЦРУ розв'язало громадянську війну в Югославії та її розпад.
Фільм був поданий Словенією на премію «Оскар» за найкращий фільм іноземною мовою.

## Визнання
| Нагороди та номінації фільму «Г'юстоне, в нас проблеми!» | Нагороди та номінації фільму «Г'юстоне, в нас проблеми!» | Нагороди та номінації фільму «Г'юстоне, в нас проблеми!»   | Нагороди та номінації фільму «Г'юстоне, в нас проблеми!» | Нагороди та номінації фільму «Г'юстоне, в нас проблеми!» | Нагороди та номінації фільму «Г'юстоне, в нас проблеми!» |
| Рік                                                      | Кінопремія / Кінофестиваль                               | Категорія / Нагорода                                       | Номінант                                                 | Результат                                                |                                                          |
| -------------------------------------------------------- | -------------------------------------------------------- | ---------------------------------------------------------- | -------------------------------------------------------- | -------------------------------------------------------- | -------------------------------------------------------- |
| 2016                                                     | Міжнародний кінофестиваль у Карлових Варах               | Нагорода «На схід від Заходу» (чеськ. Na východ od Západu) | «Г'юстоне, в нас проблеми!»                              | Номінація                                                |                                                          |